# Paráclito
Paráclito (griego: παράκλητος - paráklētos; latín: paracletus) es un término bíblico cristiano, citado un total de cinco veces en el Evangelio según San Juan. El término se usa para referirse al Espíritu Santo y ha sido objeto de un largo debate entre los teólogos, con varias teorías sobre el tema.

## Etimología
Paráclito proviene de la palabra griega koiné παράκλητος (paráklētos), que puede significar "el que consuela o consuela; el que alienta y revive; el que revive; el que intercede por nosotros como un defensor en un tribunal". La palabra “paráclito” tiene forma pasiva y, etimológicamente, significa “llamado al lado de uno”. La forma activa de la palabra, parakletor, no se encuentra en el Nuevo Testamento, pero está en la Septuaginta, en plural, en "Consoladores molestos sois todos vosotros” (Job 16:2).